# Lehmbuch
Lehmbuch, auch Lembuch, war ein Ortsteil der ehemaligen Gemeinde Amselfing und ist heute eine Wüstung in der Gemeinde Aiterhofen.
Der Ort lag an dem Flüsschen Ainbrach, fast mittig und etwas westlich der Straße zwischen den beiden Orten Ainbrach und Schambach, der heutigen Kreisstraße SR 22. Hier zweigte die Straße über Wachtlau nach Hunderdorf ab und querte bei dem Anwesen den Bach.

## Geschichte
Philipp Apian bezeichnete den Hof als Lentpuech villa. Der Ort wird 1599 in der Güterbeschreibung des Landgerichts Straubing erwähnt. Die Niedergerichtsrechte lagen nach 1752 beim Damenstift Osterhofen. Ab 1814 gehörte Lehmbuch zum Herrschaftsgericht der Hofmark Irlbach des Grafen Bray.
Die historische Uraufnahme aus der ersten Hälfte des 19. Jahrhunderts zeigt das Anwesen mit der Hausnummer 47 mit großen Gebäuden und umliegenden Flächen von etwa 166 Tagwerk. 1866 kam das Anwesen unter seinem damaligen Eigentümer Anton Singer zur Versteigerung und umfasste damals in den Steuergemeinden Amselfing und Schambach insgesamt 195,16 Tagwerk. 1870 ist ein Mathias Wild der Bauer in Lehmbuch.
Der Ort wurde nach 1900 und vor 1913 als Wohnplatz aufgelassen, da es in der Matrikel von 1916 und den Volkszählungen ab 1925 keine Daten zu dem Ort gibt.

### Einwohnerentwicklung
- 1831: 0. 15 Einwohner, 2 Häuser[1]
- 1835: 0. 13 Einwohner, 1 Haus[9]
- 1860: 0. 10 Einwohner, 1 Haus[10]
- 1861: 0. 10 Einwohner, 5 Gebäude[11]
- 1871: 0. 10 Einwohner[12]
- 1875: 0. 13 Einwohner[13]
- 1885: 0.0 8 Einwohner, 1 Wohngebäude[14]
- 1900: 0.0 8 Einwohner, 1 Wohngebäude[7]